# Пушкинский Дом
Институ́т ру́сской литерату́ры (Пу́шкинский Дом) Росси́йской акаде́мии нау́к (сокращенное наименование: ИРЛИ РАН) — научное учреждение, подведомственное Министерству науки и высшего образования Российской Федерации и Российской академии наук. В структуру Института входят научно-исследовательские отделы, центры, группы и лаборатории, а также Литературный музей, Рукописный отдел и Фонограммархив (хранилище звуковых фольклорных записей народов мира). Институт находится в Санкт-Петербурге (с 1927 г. по адресу: набережная Макарова, д. 4 — бывшее здание Морской таможни; прежние адреса: 1905—1922 гг., Университетская наб., д. 5 — главное здание Академии наук; 1922—1927 гг., Тифлисская ул., д. 1 — здание архива Таможенного департамента; 1920—1924 гг., Миллионная ул., д. 22 и 24 — выставочные залы и квартиры сотрудников в домах князей Абамелек-Лазаревых; 1925—1927, наб. Макарова, д. 6 — экспозиционные залы Музея).
Создан 15 декабря 1905 года по инициативе ряда деятелей русской культуры. В 1995 году указом президента РФ Пушкинский Дом включён в Государственный свод особо ценных объектов культурного наследия народов Российской Федерации.

## История
История Пушкинского Дома началась в 1899 году — с торжеств по случаю 100-летия со дня рождения А. С. Пушкина и с юбилейной выставки, на которую было собрано от частных лиц и различных учреждений 703 экспоната. В это же время по инициативе президента Императорской Академии наук великого князя Константина Константиновича и под его председательством учреждена Комиссия для обсуждения вопроса о памятнике поэту. Идея установки памятника постепенно трансформировалась в учреждение «Дома имени Пушкина, особого литературного пантеона, где бы собирались и хранились реликвии русских писателей XIX в.». Заседание Комиссии, утвердивший это положение, состоялось 15 декабря 1905 г., этот день считается днем рождения Пушкинского Дома.
Основной фонд Пушкинского Дома собрал Б. Л. Модзалевский. Ему же принадлежал проект «Положения о Пушкинском Доме», утверждённый императором Николаем II в 1907 году. Задачи нового учреждения были определены как собирание и хранение всего, что «касается Пушкина как писателя и человека», а также «всего, что касается жизни и деятельности представителей русской изящной словесности».
Первым приобретением Пушкинского Дома стала библиотека Пушкина, приобретенная в апреле 1906 года на правительственные средства, она положила начало огромной коллекции книг, рукописей и предметов, связанных с именем великого русского поэта. За счет казны был также куплен парижский музей А. Ф. Онегина (Отто). Собрание Онегина было приобретено Академией наук 15 мая 1909 года, но оставалось в пожизненном пользовании парижского коллекционера. В 1917 году в Пушкинском Доме оказалась коллекция первого литературного музея России — Пушкинского музея Императорского Александровского лицея, упразднённого Февральской революцией. В 1922 году коллекция Пушкинского Дома пополнилась фамильными реликвиями и документами, хранившимися в семье Ганнибал, их передала музею троюродная сестра Пушкина, Анна Ганнибал. В 1925 году Онегин скончался, а в 1928 году его коллекция также была перевезена в Пушкинский Дом.
С первых лет существования Пушкинского Дома его собрания пополнялись не только пушкинскими реликвиями. В 1909 году сюда поступила часть предметов, демонстрировавшихся на выставке Академии наук в память И. С. Тургенева.
После революции в Пушкинский Дом вошла коллекция Лермонтовского музея при Николаевском кавалерийском училище. Собрание музея включало живопись и графику М. Ю. Лермонтова, рукописи, документы, книги с автографами поэта и его друзей, памятные реликвии, почти все прижизненные портреты Лермонтова, его родных, друзей и знакомых. Коллекция музея Николаевского кавалерийского училища составляет важнейшую часть лермонтовского фонда ИРЛИ РАН, который является наиболее полным по содержанию и значительным по объёму из всех существующих собраний лермонтовских материалов, а Лермонтовский зал Пушкинского Дома — это единственный в Петербурге Лермонтовский музей.
В 1919 году С. П. Фролов принес в дар Пушкинскому Дому одиннадцать писем Ф. И. Тютчева к Е. К. Богдановой и самому Фролову, а также письма А. В. Никитенко к Е. К. Богдановой; а в 1922 году письма И. А. Гончарова, И. С. Аксакова, Ф. И. Тютчева и других, сопроводив их обширным комментарием.
В 1930 г. Пушкинский Дом принял собрание бывшего Некрасовского музея при Областной центральной библиотеке Губполитпросвета.
В 1931 г. в собрание Пушкинского Дома целиком вошёл петербургский Толстовский музей.
С 1930 г. Пушкинский Дом становится академическим Институтом русской литературы (сокращенно — ИРЛИ), сохраняя свое первородное название — Пушкинский Дом и являя собой сложный музейно-исследовательский комплекс, единственный в мире по своеобразию.
С 1995 года Пушкинский Дом входит в Государственный свод особо ценных объектов культурного наследия.

## Наука
В собственно академический институт Пушкинский Дом превратился в 1930 году. Именно с этого времени, подчиняясь научно-исследовательским задачам и логике историко-литературного процесса[уточнить], определяются основные направления деятельности Пушкинского Дома. Почти с самого начала сформировались два его главных отдела: древней и новой русской литературы. Они, в свою очередь, включали в себя на разных этапах те или иные подразделения, трансформировались и видоизменялись, но неизменными оставались в деятельности института собирательство и историко-литературные изучения.
В 1938 году в состав ИРЛИ вошёл Отдел фольклора, имевший свою историю: созданный как фольклорная секция Института по изучению народов СССР Академии наук, затем он стал структурой Института антропологии, этнографии и этнологии, после чего был переведен в Пушкинский Дом. На протяжении всей своей истории Отдел фольклора вел огромную «полевую» исследовательскую работу. Более 100 экспедиций, включавшие филологов, музыковедов, этнографов, записывали фольклор в советский и постсоветский периоды. Свыше 200 000 фонограмм — образцов устного творчества народов Севера, Сибири, Дальнего Востока, Кавказа, Средней Азии на разных носителях: восковых валиках, виниловых пластинках, магнитофонных лентах, цифровых дисках хранятся в Фонограммархиве. Фонограммархив — крупнейшее этномузыковедческое хранилище страны, его цель — не только сохранение звуковых материалов, но и проведение систематических записей устного народного творчества, их изучение и публикация. Особенно ценным в Фонограммархиве является фонд старейших звукозаписей, относящихся к наиболее раннему применению фонографа в фольклорно-этнографической практике 1890—1920-х годов. Исторические коллекции Пушкинского Дома, насчитывающие более 7000 восковых цилиндров и дисков, включены в Мировой регистр программы Памяти мира ЮНЕСКО.
В качестве самостоятельной структуры Института русской литературы Сектор пушкиноведения был образован лишь в 1956 году — значительно позже ряда других научных подразделений, но фактически академическое пушкиноведение начало свою историю ещё до официального открытия Пушкинского Дома, вернее сказать — обусловило рождение последнего. Сектор пушкиноведения возглавил Б. В. Томашевский всего за год до своей безвременной кончины. Немногочисленным составом Сектора позже руководил Б. П. Городецкий, а в 1962 году Сектор был преобразован в Группу пушкиноведения при Секторе новой русской литературы, возглавлявшуюся до 1974 года Б. С. Мейлахом. Фактически многие годы сотрудники сектора (группы) были в значительной мере заняты исследовательской работой, результаты которой печатались на страницах серийного издания «Пушкин: исследования и материалы» (тт. I—XVII; 1956—2003), а также разработкой соответствующих глав в коллективных монографиях, ставших ведущим жанром научных трудов Института. В 1986 году Пушкинская группа была преобразована в Отдел пушкиноведения, перед которым была поставлена задача создания нового академического Полного собрания сочинений поэта и Пушкинской энциклопедии. Для этого прежде всего нужно было готовить новые кадры пушкинистов, и потому под руководством В. Э. Вацуро и С. А. Фомичёва при ЛГУ был организован двухгодичный семинар по пушкинскому источниковедению. По ходатайству председателя Пушкинской комиссии РАН академика Д. С. Лихачёва, в течение нескольких лет выделялись целевые ставки аспирантов по специальности «пушкиноведение», что позволило отчасти укомплектовать Отдел пушкиноведения молодыми сотрудниками.

## Рукописный отдел
Рукописный отдел Пушкинского Дома — одно из крупнейших архивохранилищ, без которого не обходится изучение литературной и общекультурной жизни страны. Здесь хранится более 3 миллионов автографов, около 900 личных фондов известных русских писателей, ученых и деятелей культуры; памятников русской литературы. Первыми писательскими рукописями в Пушкинском Доме были письма А. Н. Плещеева из ссылки, адресованные В. Д. Дандевилю, переданные в 1906 году сыном поэта. Не только отдельные автографы, но и целые архивные фонды русских писателей и деятелей культуры попадали в Пушкинский Дом в составе разных собраний. Особое подразделение Рукописного отдела — Пушкинский фонд. Начало ему было положено в 1911 году письмом поэта к его будущей жене, Наталье Гончаровой. В дальнейшем он включил документы и автографы из других собраний. После правительственного постановления 1938 года и решения Президиума Академии наук СССР 1948 года почти всё пушкинское рукописное наследие было сосредоточено в Пушкинском Доме. Сейчас в нём находится 7734 единицы хранения, из них 1773 единицы хранения (это более 12 тысяч страниц) — пушкинские автографы как таковые. В этом фонде находятся черновые и беловые рукописи пушкинских стихотворений и поэм: «Цыган» и «Медного всадника», «Евгения Онегина», произведений прозаических и исторических, письма Пушкина и к Пушкину, его дневник, рисунки и пр.
Рукописный отдел имеет свой электронный каталог http://ro.pushkins

## Пушкинский кабинет
В 1934 году был организован Пушкинский кабинет, сосредоточивший самую богатую коллекцию прижизненных изданий поэта и периодических изданий и альманахов, в которых он помещал свои произведения; здесь же находится комплект основных изданий его произведений как на русском, так и на иностранных языках, обширное собрание разнообразной литературы о Пушкине, вплоть до альбомов годичных газетных вырезок. Система разнообразных каталогов Пушкинского кабинета позволяет с минимальной затратой времени навести необходимые справки и сразу же получить для работы хранящиеся в Кабинете материалы. Пушкинский кабинет стал основной источниковедческой базой нескольких библиографических указателей пушкиноведческой литературы. В 1990 — е гг. Кабинет начал электронную обработку вновь поступающей пушкиноведческой литературы.

## Древлехранилище имени В. И. Малышева
В 1949 году В. И. Малышев привез в институт первые несколько десятков рукописных книг, которые он отыскал в селе Усть-Цильма (Республика Коми). Под руководством Малышева были проведены 72 археографические экспедиции на Русский Север; В. И. Малышеву и его ученикам удалось собрать свыше 11 тысяч рукописных книг, главную часть которых составляют старообрядческие рукописи XVIII — начала XX века («большая крестьянская библиотека»). Также древлехранилище обладает крупнейшим фондом крестьянских бытовых и деловых бумаг последних двух столетий. С 1976 года древлехранилище Пушкинского Дома носит имя своего основателя.

## Здание
Пушкинский Дом долго не имел своего адреса. В 1917 г. его коллекции были эвакуированы в Саратов. В 1919 г. Пушкинский Дом получил здание на Тифлисской ул., 1, рядом с Библиотекой академии наук. С 1927 года Пушкинский Дом располагается в здании Петербургской портовой таможни на набережной Макарова, 4. Морская таможня и северный пакгауз составляют северную часть ансамбля Стрелки Васильевского острова, построенную в 1829—1832 годах по проекту архитектора И. Ф. Лукини. Сегодня это памятник архитектуры федерального значения.
До переезда коллекция Пушкинского Дома хранилась в здании Академии наук на набережной Невы (Университетская наб., дом 5), напротив Адмиралтейства.

## Директора
| Годы      | Директор                                      |
| --------- | --------------------------------------------- |
| 1910—1922 | акад. Н. А. Котляревский                      |
| 1922—1924 | член-корр. АН СССР Б. Л. Модзалевский (и. о.) |
| 1924—1925 | акад. Н. А. Котляревский                      |
| 1925—1929 | акад. С. Ф. Платонов                          |
| 1929—1930 | акад. П. Н. Сакулин                           |
| 1930—1931 | член-корр. АН СССР Н. К. Козмин (и. о.)       |
| 1931—1933 | акад. А. В. Луначарский                       |
| 1934      | Л. Б. Каменев                                 |
| 1935—1936 | А. М. Горький                                 |
| 1937—1948 | акад. П. И. Лебедев-Полянский                 |
| 1948—1949 | д.фил.н. Л. А. Плоткин (и. о.)                |
| 1949—1955 | член-корр. АН СССР Н. Ф. Бельчиков            |
| 1955—1965 | акад. А. С. Бушмин                            |
| 1965—1975 | член-корр. АН СССР В. Г. Базанов              |
| 1975—1977 | д.фил.н. Ф. Я. Прийма (и. о.)                 |
| 1978—1983 | акад. А. С. Бушмин                            |
| 1983—1987 | д.фил.н. А. Н. Иезуитов                       |
| 1987—2005 | член-корр. РАН Н. Н. Скатов                   |
| 2006—2007 | к.фил.н. Ю. М. Прозоров (и. о.)               |
| 2007—2017 | член-корр. РАН В. Е. Багно                    |
| с 2017    | д.фил.н. В. В. Головин                        |

## Сотрудники
Первое штатное расписание Пушкинского Дома, утвержденное с 1 июля 1919 г., включало 12 штатных единиц, в том числе директор — Н. А. Котляревский, ст.ученый хранитель, заведующий Рукописным отделением — Б. Л. Модзалевский. С 1921 по 1929 г. существовал большой институт внештатных сотрудников, позже появилась возможность многих из них взять в штат. В 1930-е гг. штат Института быстро рос, увеличившись до 96 человек к 1936 г. Сильные сокращения ждали Институт с началом Великой Отечественной войны: сотрудники уходили в армию или народное ополчение, погибали в блокадном Ленинграде и на фронтах. В мирное время число сотрудников Пушкинского Дома постепенно увеличивается, достигнув максимума в 1993 г. — 225 человек.
Первым аспирантом Пушкинского Дома был Михаил Панченко, отец будущего академика-филолога Александра Панченко.
В 1950 году сотрудник Института Василий Спиридонов стал лауреатом премии В. Г. Белинского за научный комментарий к шести томам и подготовку 13-го тома (1948) Полного собрания сочинений В. Г. Белинского. В 1951 году лауреатами премии имени В. Г. Белинского стали члены коллектива редакции «Литературного наследства» директор Пушкинского Дома доктор филологических наук Н. Ф. Бельчиков и старший научный сотрудник, литературовед С. А. Макашин за подготовку трёхтомного издания, посвящённого В. Г. Белинскому (тома 55—57); в том же году той же премией был посмертно награждён старший научный сотрудник доктор филологических наук Н. И. Мордовченко за книгу «В. Г. Белинский и русская литература его времени». В 1958 году лауреатом премии имени В. Г. Белинского стали старший научный сотрудник, доктор филологических наук К. Д. Муратова за книгу «М. Горький в борьбе за развитие советской литературы» и (посмертно) заведующий сектором пушкиноведения, доктор филологических наук Б. В. Томашевский за книгу «Пушкин (1813—1824)». В 1982 году премии имени В. Г Белинского был удостоен директор ИРЛИ академик А. С. Бушмин за цикл исследований: «Преемственность в развитии литературы», «Наука о литературе», а в 1985 году лауреатом стал заведующий отделом древнерусской литературы академик Д. С. Лихачёв за книгу «„Слово о полку Игореве“ и культура его времени».
В 1980 году лауреатом академической премии имени А. С. Пушкина стал заведующий рукописным отделом ИРЛИ, доктор филологических наук Н. В. Измайлов за книгу «Очерки творчества Пушкина» и подготовку издания поэмы «Медный всадник» в серии «Литературные памятники». В 1999 году (год двухсотлетия А. С. Пушкина) премию получил старший научный сотрудник ИРЛИ, кандидат филологических наук В. Э. Вацуро за монографию «Лирика пушкинской поры, „Элегическая школа“», а в 2007 году — ведущий научный сотрудник, академик А. В. Лавров за книгу «Русские символисты. Этюды и разыскания».
В 1993 году коллективу сотрудников Пушкинского Дома была присуждена Государственная премия Российской Федерации в области литературы и искусства за издание серии книг «Памятники литературы Древней Руси». Лауреатами стали академик Д. С. Лихачёв (руководитель авторского коллектива), член-корреспондент РАН Л. А. Дмитриев (посмертно), доктора филологических наук Д. М. Буланин, Н. В. Понырко, Г. М. Прохоров, О. В. Творогов; кандидаты филологических наук О. А. Белоброва и М. А. Салмина.
В 1995 году премии имени А. А. Шахматова РАН была удостоена доктор филологических наук Р. П. Дмитриева за цикл работ «Текстологические труды в области изучения древнерусской литературы». В 2006 году ту же награду получил доктор филологических наук А. А. Алексеев за книгу «Текстология славянской Библии», а в 2009 году — доктор филологических наук О. В. Творогов за монографию «Летописец Еллинский и Римский» (в двух томах). Также в 2006 году кандидату филологических наук О. А. Белобровой за монографию «Очерки русской художественной культуры XVI—XX веков» была присуждена премия имени Д. С. Лихачёва.
В 2020 году премией имени А. Н. Веселовского был награждён Г. В. Маркелов (совместно с А. В. Сиреновым) за двухтомное монографическое исследование «Летописец небесных зна́мений: лицевой рукописный сборник XVII века из собрания Библиотеки Российской академии наук».
После подписания 9 декабря 2013 года указа о ликвидации Российской книжной палаты с передачей её имущества агентству ИТАР-ТАСС более ста сотрудников Института русской литературы РАН (Пушкинского Дома) направили открытое письмо президенту РФ о том, что ликвидация Книжной палаты «приведет к хаосу в сфере российского книжного дела и государственной библиографии», а «национальной культурной памяти будет нанесен непоправимый удар».

## Образ Пушкинского Дома в искусстве
Знаменитое стихотворение Александра Блока о Пушкинском Доме:
Имя Пушкинского Дома

В Академии Наук!

Звук понятный и знакомый,

Не пустой для сердца звук!

<…>

Пушкин! Тайную свободу

Пели мы вослед тебе!

Дай нам руку в непогоду,

Помоги в немой борьбе!

Не твоих ли звуков сладость

Вдохновляла в те года?

Не твоя ли, Пушкин, радость

Окрыляла нас тогда?

Вот зачем такой знакомый

И родной для сердца звук —

Имя Пушкинского Дома

В Академии Наук.

Вот зачем, в часы заката

Уходя в ночную тьму,

С белой площади Сената

Тихо кланяюсь ему.— Александр Блок
Существует роман Андрея Битова «Пушкинский дом».

## Награды
- Благодарность Президента Российской Федерации (21 апреля 2022 года) — за вклад в подготовку и проведение мероприятий, посвящённых 200-летию со дня рождения Ф. М. Достоевского[10].